# Reid Flair
Reid Flair, geboren als Richard Reid Fliehr (Charlotte, North Carolina, 26 februari 1988 – aldaar, 29 maart 2013), was een Amerikaans professioneel worstelaar die bekend was in de Total Nonstop Action Wrestling (TNA). Hij was de jongste zoon van de legendarische professioneel worstelaar Ric Flair en ook jongste halfbroer van worstelaar David Flair. Op 29 maart 2013 werd hij dood gevonden in zijn hotelkamer in Charlotte, de dag na zijn eerste toernooi in Japan. In juni 2013 bleek uit zijn autopsie dat hij overleden was aan een overdosis heroïne.

## In worstelen
- Finishers
  - Figure four leglock

## Prestaties
- NWA Charlotte
  - NWA Mid-Atlantic Heritage Championship (1 keer)